# 엄동환
엄동환(嚴東煥, 1965년~)는 대한민국 육군 준장 출신의 제12대 방위사업청장이다.
울산 학성고등학교, 육군사관학교 44기를 졸업한 예비역 육군 준장이다. 1998년 미국 공군 대학원 시스템공학 석사, 2003년 고려대학교 대학원 산업시스템공학 박사 학위를 받았다.
2005년 방위사업청 개청준비단에서 근무했고, 2013∼2015년 전차사업팀장, 2015∼2016년 획득정책과장, 2016∼2018년 기동화력사업부장 등을 역임했다.
2019년 한국기계연구원 초빙연구원으로 있다가 2020년 6월 국방과학연구소(ADD) 부설 방위산업기술지원센터장을 맡아 군의 독자적 레이저 위성추적 및 우주 감시 시스템 구축, 음원 활용 인공지능(AI) 경계 시스템 개발 등에 주력했다.
2022년 6월 윤석열 정부의 방위사업청장으로 임명되었다.